# Simone Schmiedtbauer
Simone Schmiedtbauer (ur. 8 czerwca 1974 w Grazu) – austriacka polityk, rolniczka i samorządowiec, działaczka Austriackiej Partii Ludowej (ÖVP), posłanka do Parlamentu Europejskiego IX kadencji, członiki rządu krajowego Styrii.

## Życiorys
W 1992 zdała egzamin maturalny, po czym do 2000 pracowała w bankowości. Następnie zajęła się prowadzeniem wraz z mężem gospodarstwa rolnego.
Działaczka Austriackiej Partii Ludowej i związanej z nią organizacji rolniczej Österreichischer Bauernbund. W 2010 została radną i zastępczynią burmistrza gminy Hitzendorf, a w 2014 objęła urząd burmistrza. W 2015 była komisarzem rządowym do spraw połączenia trzech gmin w ramach reformy samorządowej, następnie w tym samym roku powołana na burmistrza nowej gminy targowej Hitzendorf.
W wyborach w 2019 z ramienia ÖVP uzyskała mandat eurodeputowanej IX kadencji. Odeszła z PE w październiku 2023 w związku z nominacją w skład rządu krajowego Styrii kierowanego przez Christophera Drexlera. W 2024 została wybrana do landtagu. W grudniu 2024 pozostała członkinią kolejnego krajowego gabinetu, na czele którego stanął Mario Kunasek.